# Paraschkew Chadschiew
Paraschkew Todorow Chadschiew (bulgarisch Парашкев Тодоров Хаджиев; * 14. Apriljul. / 27. April 1912greg. in Sofia; † 28. April 1992 ebenda) war ein bulgarischer Komponist.
Chadschiew studierte an der Nationalen Musikakademie in Sofia Komposition bei Pantscho Wladigerow und Klavier bei Andrej Stojanow, weitere Kompositionsstudien folgten 1937 in Wien bei Joseph Marx und 1938 bis 1940 in Berlin bei Heinz Tiessen. 1940 kehrte er nach Sofia zurück, wo er ab 1947 als Professor an seiner alten Akademie unterrichtete. 
Er gehörte zu den produktivsten und meistaufgeführten Komponisten seines Landes im 20. Jahrhundert; sein Werk umfasst 21 Opern, 6 Operetten, 3 Musicals und 1 Ballett, außerdem Skizzen und Kleine Tanzsuite für Orchester, kammermusikalische Werke, Klavierstücke, Bühnen-, Rundfunk- und Filmmusiken, Massenchöre und Lieder. Seit 2017 ist er Namensgeber für den Chadschiew-Gletscher auf der Alexander-I.-Insel in der Antarktis.

## Werke
- Es war einmal ...(Imalo jedno wreme, Sofia 1957)
- Der Lebemann (Lud Gidija, Sofia 1959, dt.als Der Fiedler, Frankfurt/Oder 1962)
- Juli-Nacht (Julska Noscht, 1963)
- Albena (Varna 1962)
- Der Ritter (Rizarjat, Varna 1969)
- Die Meister (Maistori, 1966)